# Rüdiger Dannemann
Rüdiger Dannemann (* 1949 in Düsseldorf) ist ein deutscher Philosoph. Sein Schwerpunkt liegt auf Leben und Werk von Georg Lukács, er gilt als Experte auf diesem Gebiet. Dannemann ist der Vorsitzende der Internationalen Georg-Lukács-Gesellschaft (IGLG).

## Leben
Dannemann studierte Philosophie, Germanistik und Geschichte an den Universitäten Bochum und Frankfurt. Im Anschluss promovierte er an der Erasmus-Universität Rotterdam mit einer Arbeit über Verdinglichung. Seither arbeitet er schwerpunktmäßig zu Lukács, aber auch zu politischer Philosophie und westlichem Marxismus. Außerdem schreibt er zu literaturwissenschaftlichen und musikästhetischen Themen. Einschlägige Veröffentlichungen erfolgten in Zeitungen, Zeitschriften sowie Sammelbänden, von denen auch Übersetzungen in andere Sprachen angefertigt wurden. Dabei interessiert er sich auch für die Lukács-Rezeption und seine Schülerschaft, zugleich bemüht er sich um die Aktualisierung des Verdinglichung-Theorems, macht sich aber zugleich für Lukács’ Spätwerk der Ontologie stark.
Hauptberuflich war er als Philosophielehrer tätig.
Er ist der Vorsitzende der Internationalen Georg-Lukács-Gesellschaft, zu deren Begründern er gehört, und ist seit 2012 Herausgeber des Lukács-Jahrbuchs. Die Lukács-Werkausgabe in Einzelbänden gibt er seit 2009 heraus. Unter seine Ägide fanden verschiedene nationale und internationale Tagungen statt. Dannemann gilt im deutschsprachigen Raum als Lukács-Experte.

## Schriften (Auswahl)
- Hrsg.: Georg Lukács – Jenseits der Polemiken. Beiträge zur Rekonstruktion seiner Philosophie. Frankfurt a. M. 1986.
- Das Prinzip Verdinglichung: Studie zur Philosophie Georg Lukács, Frankfurt am Main 1987.
- zusammen mit Werner Jung (Hg.): Objektive Möglichkeit. Beiträge zu Georg Lukács‘ Zur Ontologie des gesellschaftlichen Seins, Opladen 1995.
- Georg Lukács zur Einführung. Junius, Hamburg 1997, ISBN 3-88506-946-6.
- zusammen mit Hans-Ernst Schiller und Henry Pickford: Der aufrechte Gang im windschiefen Kapitalismus. Modelle kritischen Denkens, Wiesbaden 2018.
- mit Maud Meyzaud, Philipp Weber (Hrsg.): Hundert Jahre „transzendentale Obdachlosigkeit“. Georg Lukács’ „Theorie des Romans“ neu gelesen. Aisthesis, Bielefeld 2018, ISBN 978-3-8498-1232-4.
- Hrsg. zusammen mit Axel Honneth und mit einer Einleitung: Georg Lukács: Ästhetik, Marxismus, Ontologie. Ausgewählte Texte. Suhrkamp, Berlin 2021, ISBN 978-3-518-29939-5.
- zusammen mit Hans-Ernst Schiller und Gregor Schäfer: Staat und Revolution bei Georg Lukács, Baden-Baden 2023. ISBN 978-3-7560-1325-8.
- Zur Ontologie des gesellschaflichen Seins. Die Entfremdung. Herausgegeben und mit einem Nachwort versehen von Rüdiger Dannemann, Mangroven Verlag, Kassel 2025.